# La Torre (Torrecaballeros)
La Torre es una localidad española del municipio de Torrecaballeros, en la provincia de Segovia, comunidad autónoma de Castilla y León. Cuenta con 6 habitantes censados en 2024, y se sitúa junto a la Cañada de la Vera de la Sierra en plena Sierra de Guadarrama.
La Torre conforma junto con las localidades de Cabanillas del Monte, Aldehuela y Torrecaballeros el municipio de Torrecaballeros.

## Geografía

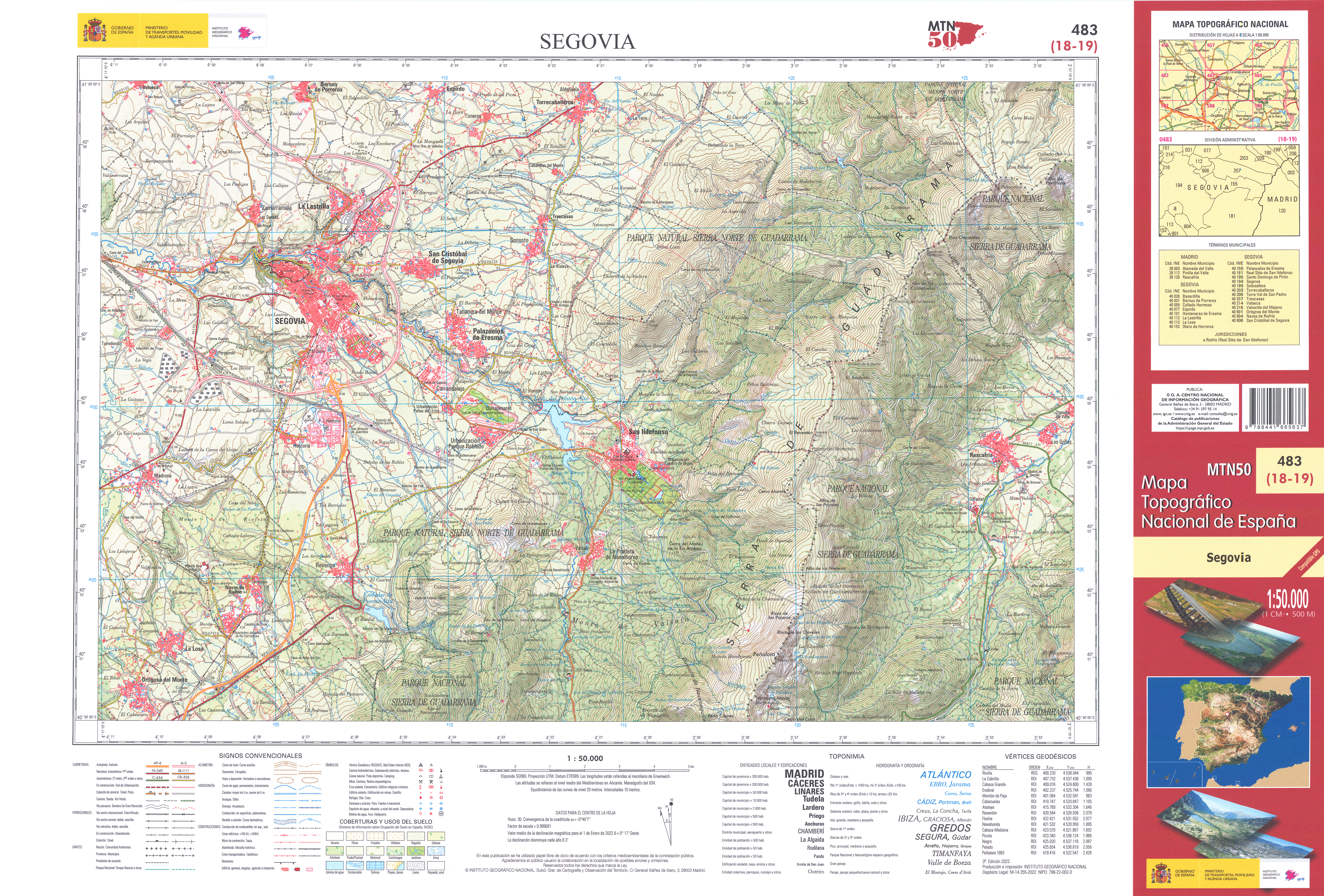
Fragmento de la hoja 483 del Mapa Topográfico Nacional de España de 2022 en el que se representa La Torre

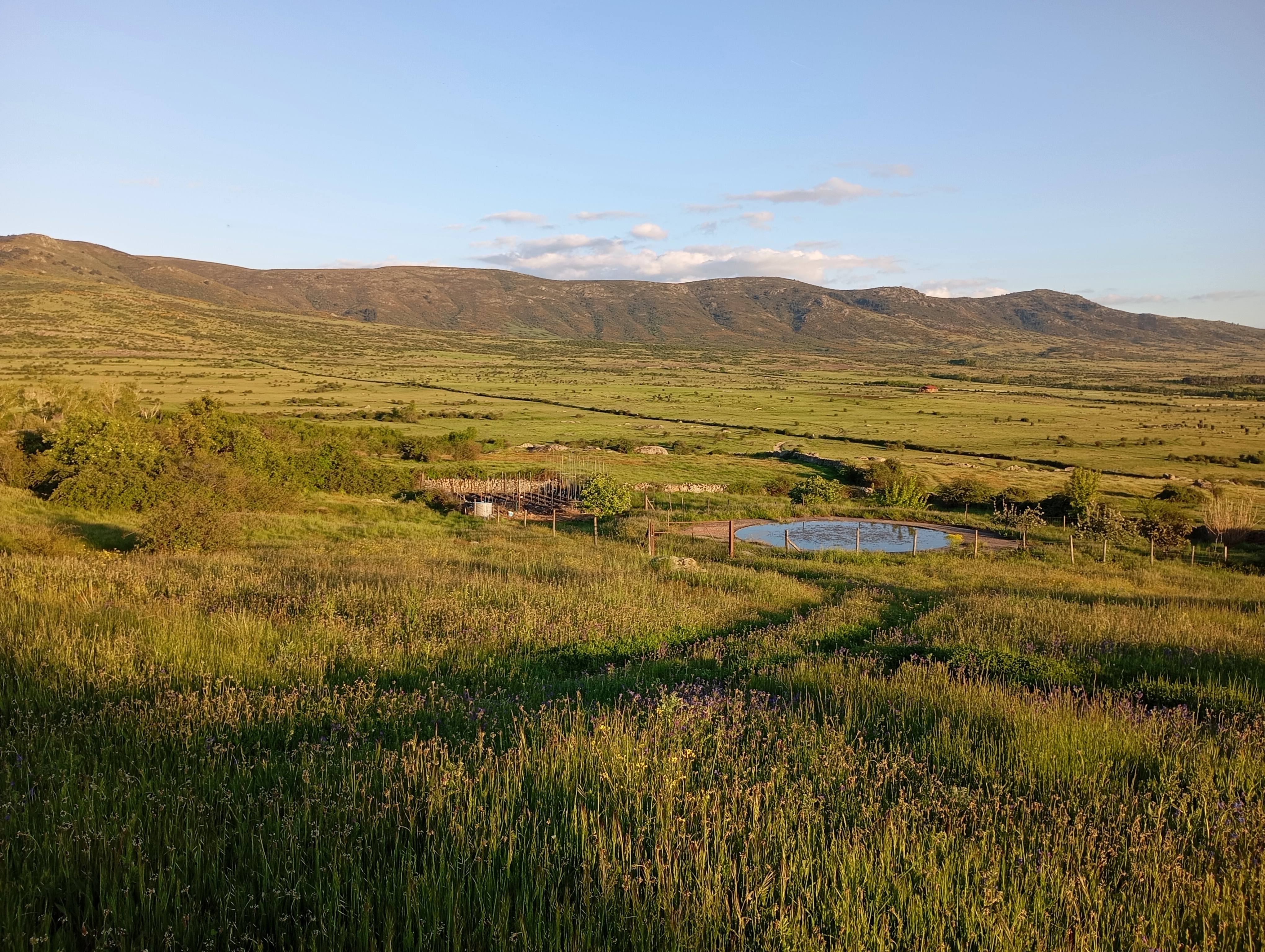
Vista panorámica de la Sierra de Guadarrama desde el Caserío

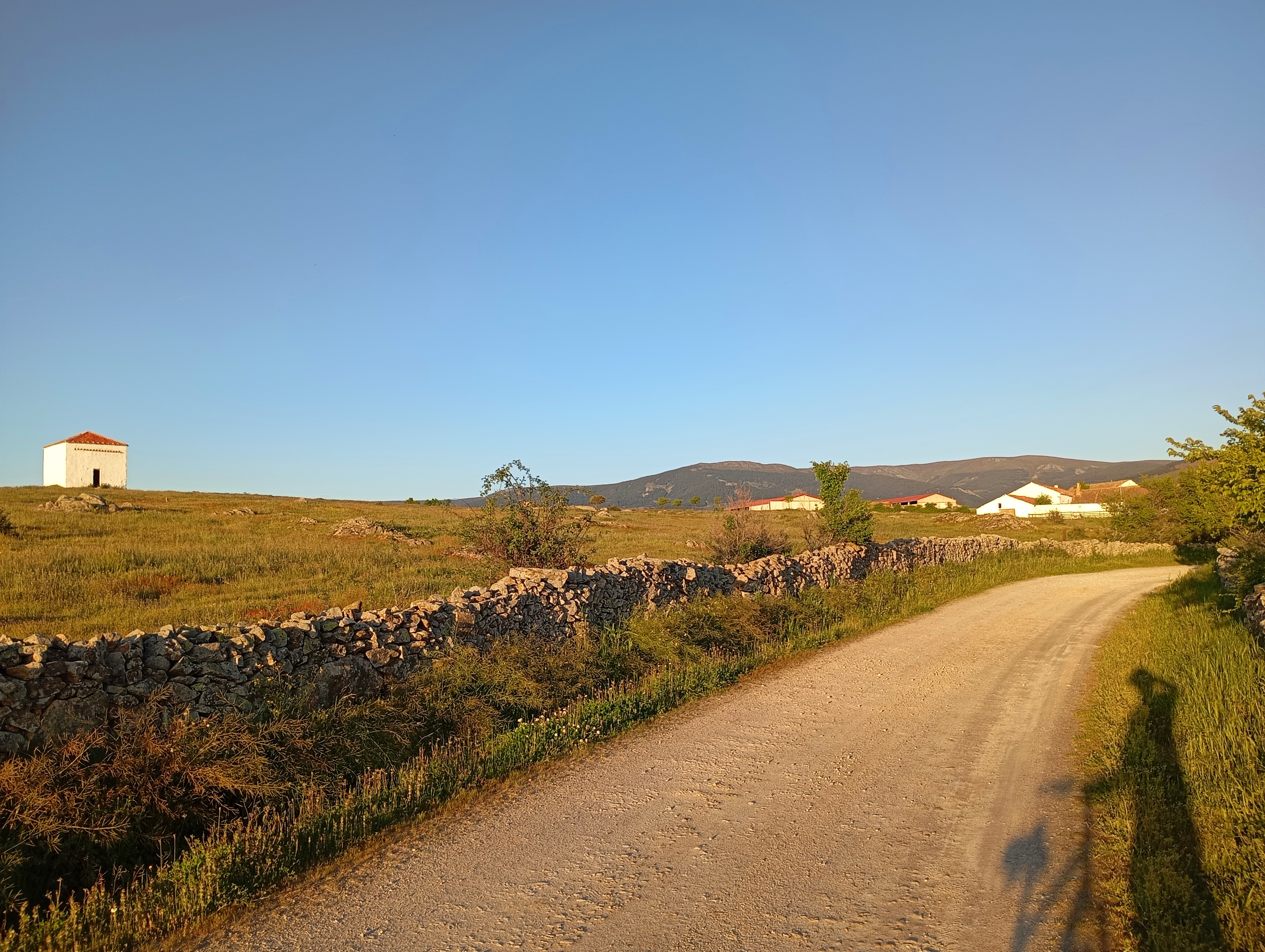
Carretera de acceso al Caserío desde Torrecaballeros

Se encuentra ubicada en una zona de pastos en las estribaciones de la Sierra de Guadarrama, al pie del pico de La Atalaya y el Cerro de Las Cardosillas. La finca está repartida entre el Parque natural Sierra Norte de Guadarrama y el Parque nacional de la Sierra de Guadarrama.
Su núcleo de población dista 0,6 km del de Torrecaballeros, fácilmente accesible por un camino de tierra compactada, y 8,5 de la ciudad de Segovia. La finca es atravesada por la histórica vía trashumante de la Cañada de la Vera de la Sierra.
Sus edificaciones, situadas a pocos metros del cauce del río Ciguiñuela, son atravesadas por la Cacera de San Medel, poco después de efluir la Cacera del Basardilla y la Acequia de Cabanillas del Monte y antes de hacerlo la Cacera del Cuarto. En las proximidades al caserío nace también el río Polendos.

### Límites
| Noroeste: Torrecaballeros, Aldehuela            | Norte: Aldehuela, Basardilla | Noreste: Basardilla           |
| Oeste: Torrecaballeros                          |                              | Este: Rascafría (Madrid)      |
| Suroeste: Torrecaballeros, Cabanillas del Monte | Sur: Cabanillas del Monte    | Sureste: Cabanillas del Monte |
| ----Mapa interactivo — La Torre                 |                              |                               |

## Historia

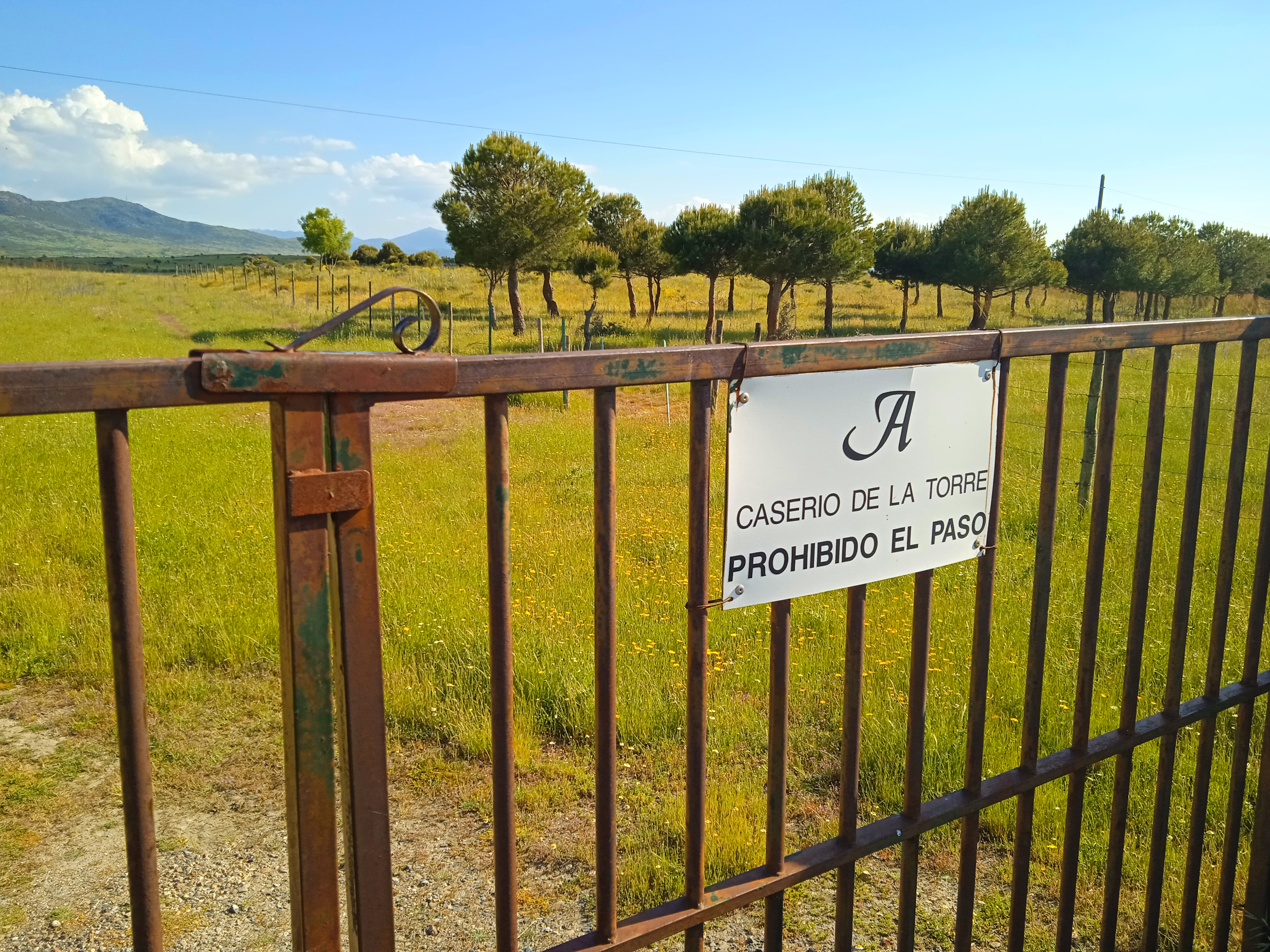
Cartel de acceso a los terrenos del caserío en el pie de monte

Los terrenos fueron siempre bienes comunales del Concejo de Segovia y de libre acceso desde época de la Reconquista. Sin embargo, tras las desamortizaciones, los terrenos fueron privatizados y desde 1900 se incluyen en la herencia de la familia Alcalde aunque en 1940 aún no consta población censada.
En la actualidad, las edificaciones del caserío, así como gran parte de su término, están gestionados por la empresa Caserío de la Torre SL (antes denominada Caserío de la Torre SA o CATOSA) constituida el 4 de marzo de 1974, que cuenta con más de 70 accionistas que la utilizan como finca privada ganadera, agrícola, forestal y aprovechamiento de caza.
Pese a su historia comunal y ser atravesado por vías pecuarias legalmente públicas, el acceso está prohibido. Esta situación ha generando malestar entre la población local. El 9 de febrero de 2023, la Junta de Castilla y León concedió a los terrenos la denominación de Monte de Utilidad Pública tras la petición de la empresa gestora, aunque el acceso público sigue prohibido.
En 2024 el Patronato del Parque Nacional de la Sierra de Guadarrama dio a conocer el proyecto para la ordenación del monte protector Caserío de la Torre II.

## Demografía

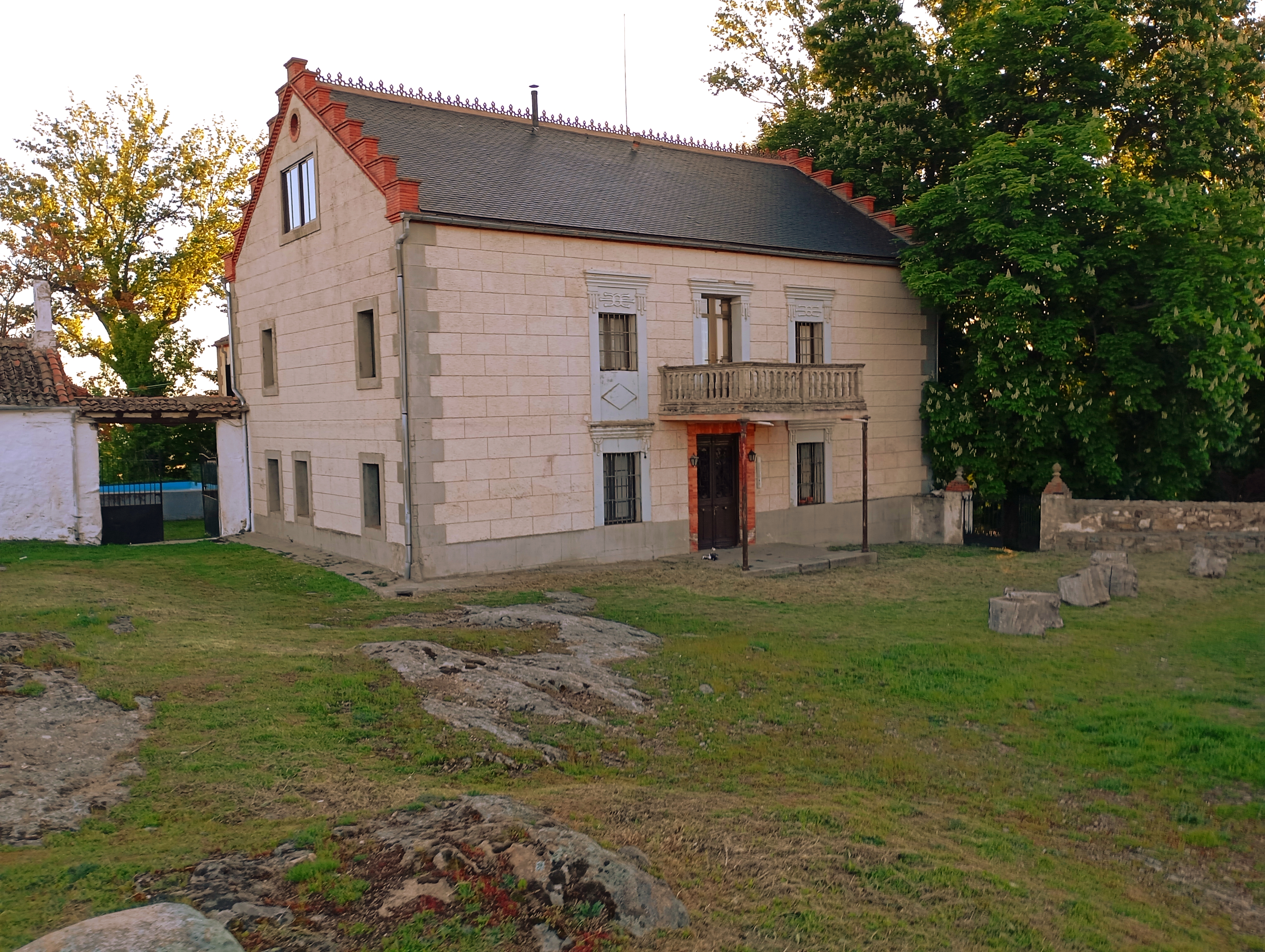
Vista de una de las viviendas de la localidad

En el pasado llegó a albergar a hasta 30 personas de hecho.
Evolución de la población
| Gráfica de evolución demográfica de La Torre entre 2000 y 2024 |
|                                                                |
| Población residente según el padrón municipal del INE.         |

## Economía

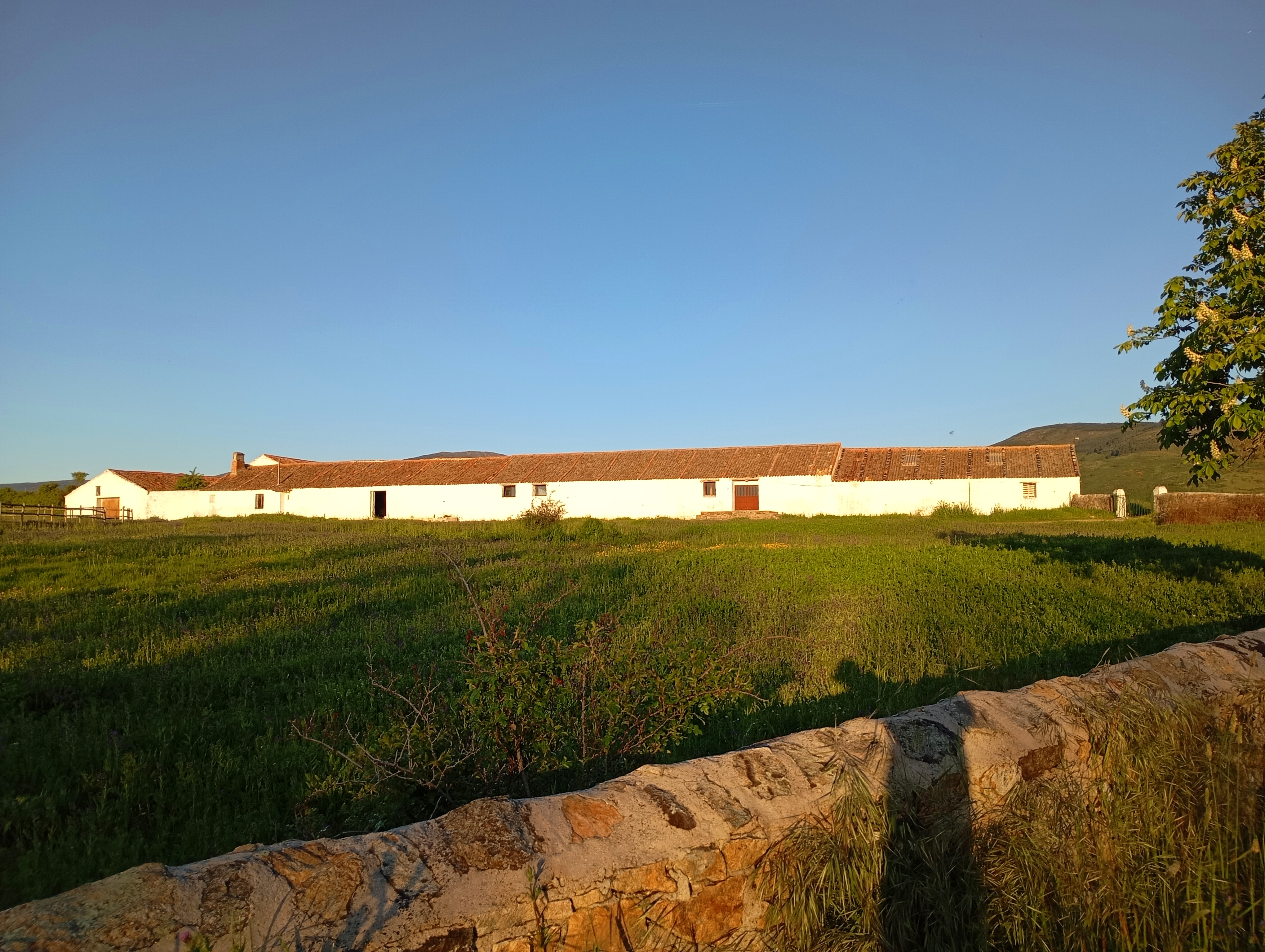
Instalaciones agroganaderas en el Caserío

Tradicionalmente dedicada a la ganadería bovina y la agricultura, especialmente la de centeno, incluyendo un molino hidráulico. En la actualidad combina estas actividades con la cinegética y el aprovechamiento forestal.

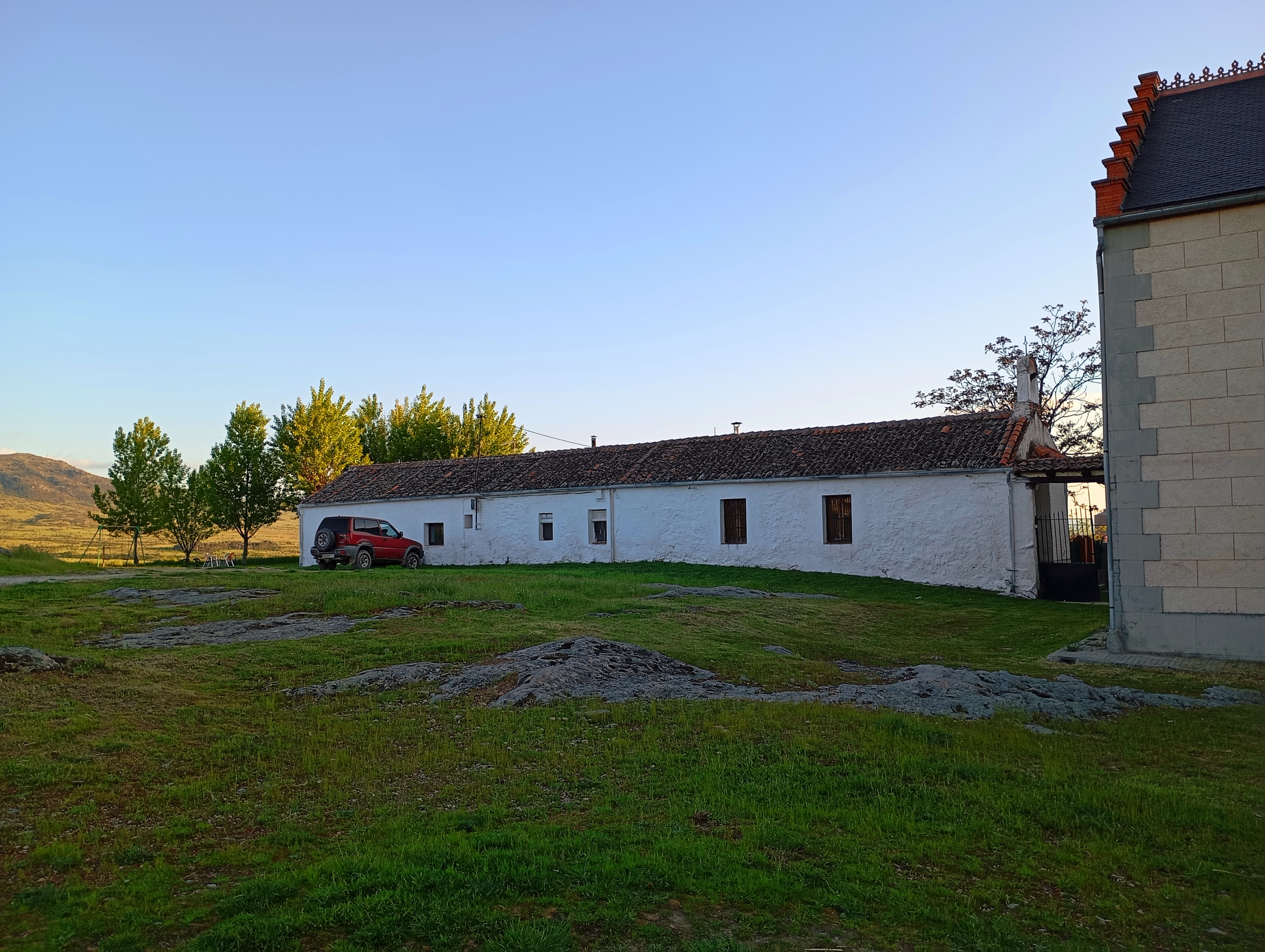
Ermita del Sagrado Corazón

## Patrimonio

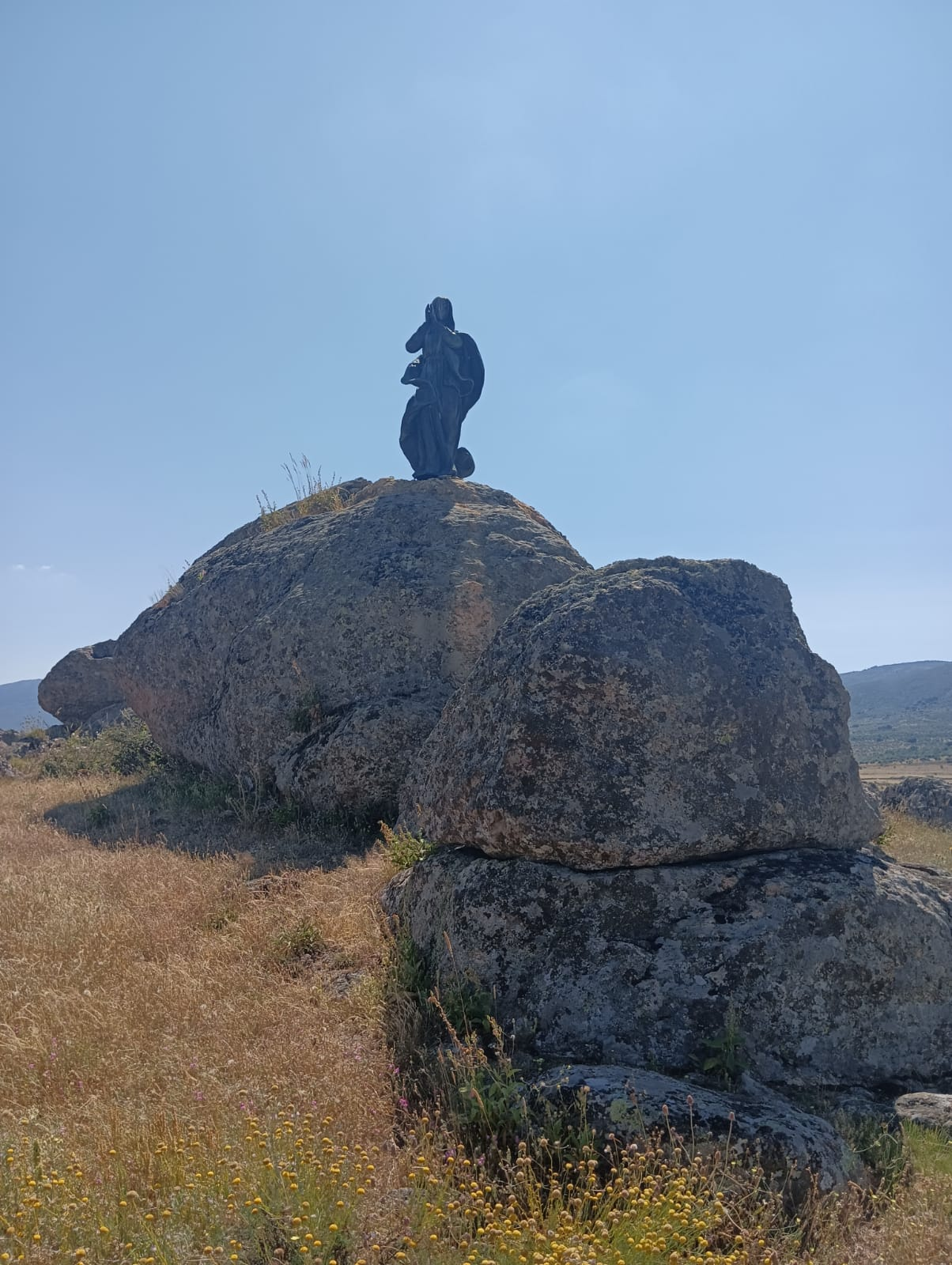
Estatua junto a un caminos de acceso a la Cañada de la Vera de la Sierra

- Capilla del Sagrado Corazón, dependiente de la Iglesia de San Nicolás de Bari, donde en tiempos se oficiaba misa semanal. Fue reformada en 2016.[17]
- Estatua situada junto a uno de los caminos de acceso desde la Cañada de la Vera de la Sierra.
- Arquitectura tradicional, donde destaca el uso de cal blanca, elemento más propio de zonas más meridionales.
- Acequia de San Medel, estando situados en su término los Dientes de Cabanillas, desviando una fracción de agua hasta este núcleo.[18]
- Cañada de la Vera de la Sierra.
- Pequeño museo, con utensilios colgados en las paredes sobre la historia del caserío.
- Molino; en 1868, un año antes a la desamortización del lugar, se reformaría y incluiría un ariete que se usó para el suministro eléctrico.[8][19]